# لورنس بي. كيسر
لورنس بي. كيسر (بالإنجليزية: Laurence B. Keiser)‏ هو عسكري أمريكي، ولد في 1 يونيو 1895 في فيلادلفيا في الولايات المتحدة، وتوفي في 20 أكتوبر 1969 في سان فرانسيسكو في الولايات المتحدة.